# Grøntoppet vibekolibri
Grøntoppet vibekolibri (latin: Stephanoxis lalandi) er en fugleart, der lever i det østlige Sydamerika.